# 愛知県警察部

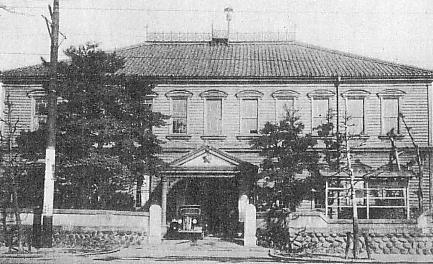
大正期の愛知県警察部庁舎

愛知県警察部（あいちけんけいさつぶ）は、戦前の内務省監督下の愛知県が設置した府県警察部であり、愛知県内を管轄区域とする。
1948年（昭和23年）3月6日に廃止となり、愛知県警察部は国家地方警察愛知県本部と名古屋市警察などの自治体警察に再編されることになった。

## 沿革
- 1871年（明治4年）12月 名古屋県に締方を置く。
- 1872年（明治5年）5月 邏卒に改称。
- 1875年（明治8年）11月 愛知県庁に第四課に改称。
- 1880年（明治13年）4月 愛知県警察本署に改称。
- 1886年（明治19年）7月 愛知県警察本部に改称。
- 1890年（明治23年）10月 愛知県警察部に改称。
- 1905年（明治38年）4月 愛知県第四部に改称。
- 1907年（明治40年）7月 愛知県警察部に改称。
- 1923年（大正12年）7月 特別高等課（特別高等警察）を設置。
- 1927年（昭和2年）4月 護送用自動車を配備。
- 1944年（昭和19年）4月 警備隊を設置。
- 1945年（昭和20年） 名古屋大空襲・熱田空襲が起きる。
- 1945年（昭和20年）10月 特別高等警察が廃止。
- 1946年（昭和21年）2月 警備隊を廃止。

## 組織
1942年（昭和17年）時点
- 警務課
- 特別高等課
- 情報課
- 外事課
- 保安課
- 経済保安課
- 刑事課
- 警防課
- 労政課
- 建築課
- 保険課
- 職業課
- 警察練習所

## 警察署
1937年（昭和12年）時点
- 新栄警察署
- 笹島警察署
- 門前警察署
- 鍋屋警察署
- 江川警察署
- 熱田警察署
- 築地警察署
- 御器所警察署
- 千種警察署
- 名古屋水上警察署
- 勝川警察署
- 瀬戸警察署
- 西枇杷島警察署
- 布袋警察署
- 犬山警察署
- 葉栗警察署
- 岡山警察署
- 一宮警察署

- 稲沢警察署
- 津島警察署
- 弥富警察署
- 半田警察署
- 横須賀警察署
- 安城警察署
- 大浜警察署
- 西尾警察署
- 岡崎警察署
- 挙母警察署
- 足助警察署
- 田口警察署
- 新城警察署
- 御油警察署
- 豊橋警察署
- 田原警察署
- 富岡警察署

## 歴代部長
| 代 | 官職名                 | 氏名         | 就任日         | 退任日         | 前職                           | 後職                                        | 備考                      |
| -- | ---------------------- | ------------ | -------------- | -------------- | ------------------------------ | ------------------------------------------- | ------------------------- |
| 1  | 警部長 警察本署長      | 阿川光裕     | 1882年2月28日  | 1885年12月16日 | 愛知県警部                     | 非職                                        |                           |
| 2  | 警部長 警察本署長      | 斎藤秋夫     | 1885年12月16日 | 1886年7月20日  | 内務省警保局庶務課長           | -                                           |                           |
| 2  | 警部長 警察本部長      | 斎藤秋夫     | 1886年7月20日  | 1890年10月11日 | -                              | 滋賀県警部長                                |                           |
| 3  | 警部長 警察部長        | 吉田弘蔵     | 1890年10月11日 | 1893年1月10日  | 長崎県警部長                   | 神奈川警部長                                |                           |
| 4  | 警部長 警察部長        | 渡辺惟精     | 1893年1月10日  | 1893年2月3日   | 三池集治監典獄                 | 依願免本官                                  | 未赴任                    |
| 5  | 警部長 警察部長        | 山田吉雄     | 1893年2月21日  | 1895年2月12日  | 長野県警部長                   | 兵庫県警部長                                |                           |
| 6  | 警部長 警察部長        | 野間口兼一   | 1895年2月12日  | 1897年4月14日  | 兵庫県警部長                   | 新潟県書記官                                |                           |
| 7  | 警部長 警察部長        | 竹内寿貞     | 1897年4月14日  | 1899年4月8日   | 山形県警部長                   | 宮城県警部長                                |                           |
| 8  | 警部長 警察部長        | 小川弘水     | 1899年4月8日   | 1902年2月8日   | 宮城県警部長                   | 大分県書記官                                |                           |
| 9  | 警部長 警察部長        | 小野木源次郎 | 1902年2月8日   | 1905年4月19日  | 岩手県警部長                   | 静岡県事務官・第四部長                      |                           |
| 10 | 事務官 第四部長 警務長 | 安河内麻吉   | 1905年4月19日  | 1906年7月28日  | 静岡県警部長                   | 佐賀県事務官 第一部長兼第三部長             |                           |
| 11 | 事務官 第四部長 警務長 | 池松時和     | 1906年7月28日  | 1907年1月14日  | 栃木県事務官・第四部長         | 福井県事務官 第一部長兼第三部長             |                           |
| 12 | 事務官 第四部長 警務長 | 石橋和       | 1907年1月14日  | 1907年7月13日  | 埼玉県事務官・第四部長         | -                                           |                           |
| 12 | 事務官 警察部長 警務長 | 石橋和       | 1907年7月13日  | 1908年7月21日  | -                              | 福島県事務官・内務部長                      |                           |
| 13 | 事務官 警察部長 警務長 | 赤池濃       | 1908年7月21日  | 1910年7月19日  | 滋賀県事務官・警察部長         | 兵庫県事務官・警察部長                      |                           |
| 14 | 事務官 警察部長 警務長 | 東園基光     | 1910年7月19日  | 1913年6月13日  | 滋賀県事務官・警察部長         | 茨城県内務部長                              |                           |
| 15 | 警察部長               | 岩田衛       | 1913年6月13日  | 1914年6月9日   | 岩手県事務官・警察部長         | 奈良県内務部長                              |                           |
| 16 | 警察部長               | 丸茂藤平     | 1914年6月9日   | 1917年3月5日   | 鹿児島県警察部長               | 京都府警察部長                              |                           |
| 17 | 警察部長               | 松原権四郎   | 1917年3月5日   | 1919年4月19日  | 山口県警察部長                 | 岩手県内務部長                              |                           |
| 18 | 警察部長               | 新開渧観     | 1919年4月19日  | 1921年2月12日  | 岩手県警察部長                 | 石川県内務部長                              |                           |
| 19 | 警察部長               | 古宇田晶     | 1921年2月12日  | 1921年10月28日 | 静岡県警察部長                 | 栃木県内務部長                              |                           |
| 20 | 警察部長               | 宮本貞三郎   | 1921年10月28日 | 1923年5月17日  | 埼玉県警察部長                 | 徳島県警察部長                              |                           |
| 21 | 警察部長               | 岡正雄       | 1923年5月17日  | 1924年7月23日  | 鳥取県内務部長                 | 富山県知事                                  |                           |
| 22 | 警察部長               | 田寺俊信     | 1924年7月23日  | 1924年12月20日 | 埼玉県内務部長                 | -                                           |                           |
| 22 | 書記官 警察部長        | 田寺俊信     | 1924年12月20日 | 1926年9月28日  | -                              | 大分県知事                                  |                           |
| 23 | 書記官 警察部長        | 天谷虎之助   | 1926年9月28日  | 1927年5月17日  | 岡山県書記官・警察部長         | 京都府書記官・警察部長                      |                           |
| 24 | 書記官 警察部長        | 村松武美     | 1927年5月17日  | 1928年1月10日  | 京都府書記官・警察部長         | 休職                                        |                           |
| 25 | 書記官 警察部長        | 落合慶四郎   | 1928年1月10日  | 1928年7月3日   | 秋田県書記官・内務部長         | 愛知県書記官・内務部長                      |                           |
| 26 | 書記官 警察部長        | 木下義介     | 1928年7月3日   | 1929年4月25日  | 熊本県書記官・警察部長         | 兵庫県書記官・警察部長                      |                           |
| 27 | 書記官 警察部長        | 伴東         | 1929年4月25日  | 1929年7月8日   | 滋賀県書記官・警察部長         | 大分県書記官・内務部長                      |                           |
| 28 | 書記官 警察部長        | 有吉実       | 1929年7月8日   | 1930年8月28日  | 元宮崎県書記官・内務部長       | 宮崎県知事                                  |                           |
| 29 | 書記官 警察部長        | 別宮秀夫     | 1930年8月28日  | 1931年1月21日  | 北海道庁部長・警察部長         | 三重県書記官・内務部長                      |                           |
| 30 | 書記官 警察部長        | 粟屋仙吉     | 1931年1月21日  | 1931年12月24日 | 高知県書記官・警察部長         | 休職                                        |                           |
| 31 | 書記官 警察部長        | 萱場軍蔵     | 1931年12月24日 | 1932年6月30日  | 岡山県書記官・警察部長         | 内務事務官・警保局保安課長                  |                           |
| 32 | 書記官 警察部長        | 吉永時次     | 1932年6月30日  | 1935年1月19日  | 広島県書記官・警察部長         | 兵庫県書記官・警察部長                      |                           |
| 33 | 書記官 警察部長        | 岩上夫美雄   | 1935年1月19日  | 1936年9月24日  | 岡山県書記官・警察部長         | 埼玉県書記官・総務部長                      |                           |
| 34 | 書記官 警察部長        | 早川元       | 1936年9月24日  | 1939年4月21日  | 長崎県書記官・警察部長         | 熊本県書記官・総務部長                      |                           |
| 35 | 書記官 警察部長        | 田中省吾     | 1939年4月21日  | 1940年4月10日  | 千葉県書記官・警察部長         | 内務書記官・土木局道路課長                  |                           |
| 36 | 書記官 警察部長        | 亀山孝一     | 1940年4月10日  | 1941年1月8日   | 内務書記官・計画局防空課長     | 兵庫県書記官・総務部長                      |                           |
| 37 | 書記官 警察部長        | 山田俊介     | 1941年1月8日   | 1942年1月13日  | 熊本県書記官・警察部長         | 青森県知事                                  |                           |
| 38 | 書記官 警察部長        | 安田穣       | 1942年1月13日  | 1942年11月1日  | 和歌山県書記官・総務部長       | -                                           |                           |
| 38 | 部長 警察部長          | 安田穣       | 1942年11月1日  | 1943年3月9日   | -                              | 死去                                        |                           |
| 39 | 部長 警察部長          | 島田叡       | 1943年3月13日  | 1944年8月2日   | 千葉県部長・内政部長           | 大阪府部長・内政部長                        |                           |
| 40 | 部長 警察部長          | 永岡文男     | 1944年8月2日   | 1945年6月10日  | 警視庁部長 特別高等警察部長    | 地方総監府参事官 東海北陸地方総監府第一部長 |                           |
| 41 | 部長 警察部長          | 永野俊雄     | 1945年6月10日  | 1945年10月13日 | 大阪府部長・警察局警務部長     | 休職                                        |                           |
| 42 | 部長 警察部長          | 物部薫郎     | 1945年10月13日 | 1945年10月27日 | -                              | -                                           | 兼任・本務:愛知県内政部長 |
| 43 | 部長 警察部長          | 阿賀正美     | 1945年10月27日 | 1946年4月1日   | 山形県部長・内政部長兼警察部長 | -                                           |                           |
| 43 | 地方事務官 警察部長    | 阿賀正美     | 1946年4月1日   | 1946年7月13日  | -                              | 岩手県内務部長                              |                           |
| 44 | 地方事務官 警察部長    | 羽根盛一     | 1946年7月13日  | 1947年2月28日  | 新潟県警察部長                 | 富山県知事                                  |                           |
| 45 | 地方事務官 警察部長    | 中野敏夫     | 1947年2月28日  | 1947年5月2日   | 東京都経済局農務課長           | 北海道庁警察部長                            |                           |
| 46 | 地方事務官 警察部長    | 新井茂司     | 1947年5月2日   | 1948年2月10日  | 北海道庁警察部長               | 国家消防庁長官                              |                           |
| 47 | 地方事務官 警察部長    | 坂本智元     | 1948年2月10日  | 1948年3月6日   | 長野県警察部長                 | 愛知県警察長                                |                           |

## 主な事件
- 吉田岩窟王事件
- 名古屋少年匕首殺害事件